# Kiên Lương (xã)
Kiên Lương là xã thuộc tỉnh An Giang, Việt Nam.

## Địa lý

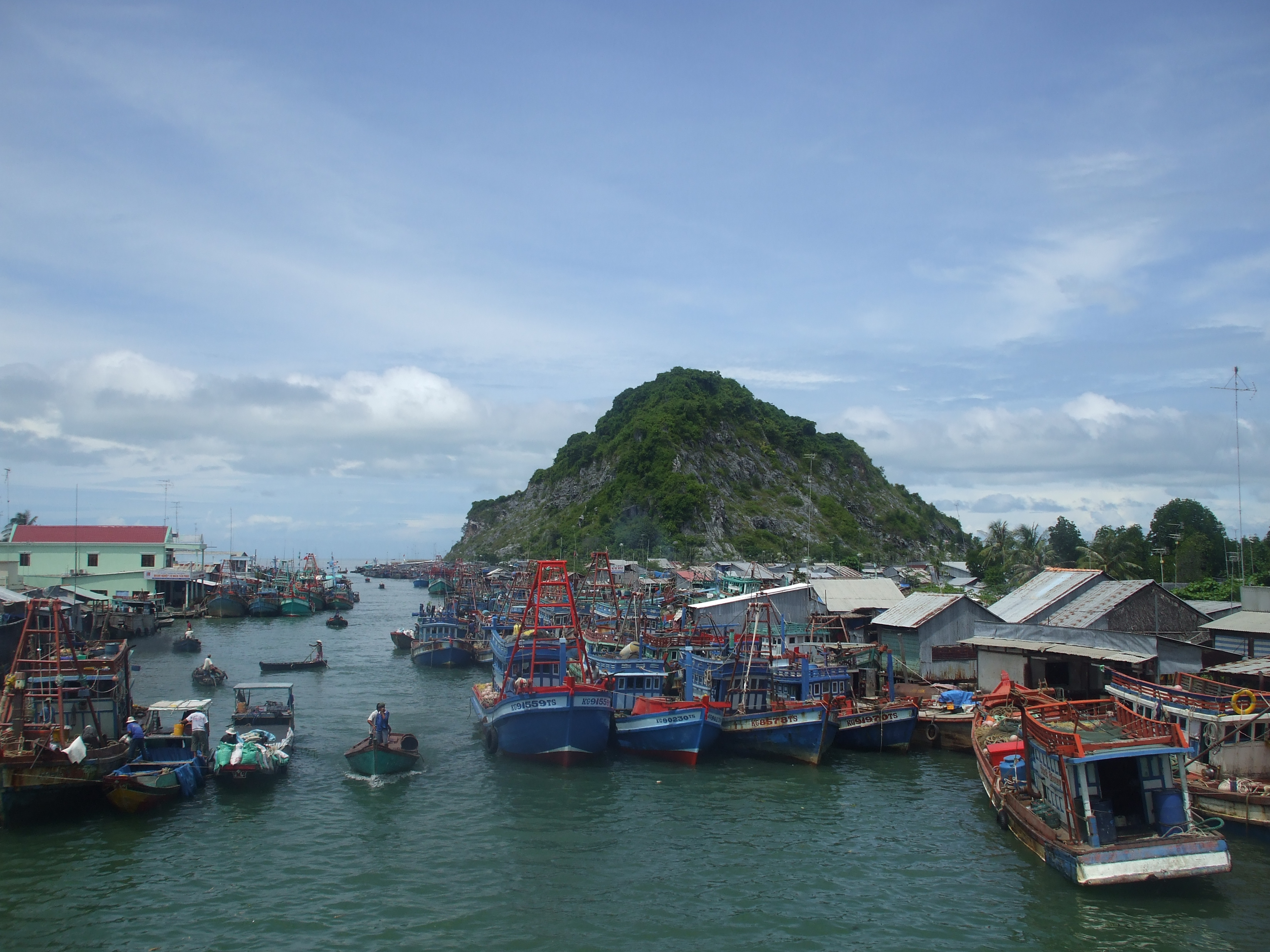
Bến cá Ba Hòn

## Lịch sử
Thị tứ Kiên Lương được hình thành từ trước 1975, là quận lỵ quận Kiên Lương.
Sau năm 1975, thị tứ Kiên Lương thuộc huyện Hà Tiên.
Ngày 27 tháng 9 năm 1983, Hội đồng bộ trưởng ban hành Quyết định số 107-HĐBT. Theo đó, chuyển thị tứ Kiên Lương thành thị trấn Kiên Lương trực thuộc huyện Hà Tiên.
Tháng 7 năm 1998, sau khi tách một phần diện tích và dân số của huyện Hà Tiên để thành lập thị xã Hà Tiên, huyện lỵ huyện Hà Tiên dời về thị trấn Kiên Lương.
Tháng 4 năm 1999, huyện Hà Tiên được đổi tên thành huyện Kiên Lương, thị trấn Kiên Lương trở thành huyện lỵ huyện Kiên Lương.
Ngày 11 tháng 2 năm 2003, Chính phủ ban hành Nghị định 10/2003/NĐ-CP. Theo đó:
- Chuyển toàn bộ 1.910,6 ha diện tích tự nhiên và 8.539 người của 3 ấp: Ba Hòn, Hoà Lập, Xà Ngách thuộc xã Dương Hòa về thị trấn Kiên Lương quản lý
- Thành lập xã Kiên Bình trên cơ sở 17.910,6 ha diện tích tự nhiên và 5.638 người của thị trấn Kiên Lương.

Sau khi điều chỉnh địa giới hành chính, thị trấn Kiên Lương còn lại 3.500 ha diện tích tự nhiên và 24.287 người.
Ngày 12 tháng 12 năm 2012, Bộ Xây dựng ban hành Quyết định số 1116/QĐ-BXD công nhận thị trấn Kiên Lương là đô thị loại IV.
Ngày 12 tháng 6 năm 2025, Ủy ban Thường vụ Quốc hội ban hành Nghị quyết số 1654/NQ-UBTVQH15 về việc sắp xếp các đơn vị hành chính cấp xã của tỉnh An Giang. Theo đó, toàn bộ diện tích tự nhiên, quy mô dân số của thị trấn Kiên Lương, xã Bình An (huyện Kiên Lương) và xã Bình Trị thành xã mới có tên gọi là xã Kiên Lương.

## Kinh tế
Tốc độ tăng trưởng kinh tế bình quân từ 2008 – 2010 đạt 10,75%; tỷ lệ hộ nghèo đạt 0,44%, tỷ lệ lao động phi nông nghiệp toàn thị trấn đạt 75,5%.

### Công nghiệp
Tại đây có 5 nhà máy xi măng, 1 nhà máy sản xuất bao bì, nhà máy chế biến thủy sản, nhà máy gạch tuynen, các công ty khai thác đá.
Các công ty xi măng lớn 
- Công ty Cổ phần xi măng Vicem Hà Tiên: Công suất hiện tại 2 triệu tấn clinker/năm và 1,2 triệu tấn xi măng/năm
- Công ty Xi măng Insee: Công suất 1,2 triệu tấn xi măng/năm.
- Công ty xi măng Hà Tiên - Kiên giang: Công suất 0,4 triệu tấn xi măng/năm.

### Nông nghiệp
Về trồng trọt, chủ yếu là trồng lúa, trồng rau.
Về thủy sản, thị trấn nằm cạnh vịnh Ba Hòn, một vịnh nhỏ thích hợp cho các tàu đánh cá cập bến nên dịch vụ thủy sản được hình thành. Nghề nuôi thủy sản chủ yếu là nuôi tôm.

### Thương mại
Hoạt động thương mại của thị trấn Kiên Lương khá sầm uất với 2 khu chợ: Chợ Tròn và trung tâm thương mại Ba Hòn

## Giao thông
Thị trấn Kiên Lương có QL 80 đi qua và đường tỉnh 11 kết nối với xã Bình An. Hiện khu vực nội ô của thị trấn đang dần hoàn thiện việc nâng cấp cơ sở hạ tầng.
Bến xe Ba Hòn là bến xe sầm uất nhất nơi đây.
Song song với QL 80 có kênh Rạch Giá - Hà Tiên đi qua thuận lợi cho việc phát triển giao thông đường thủy. Cùng với việc giáp vịnh Ba Hòn giúp cho giao thông đường thủy nơi đây trở nên đa dạng hơn.
Cảng cá Ba Hòn nằm tại khu phố Kiên Tân là khu vực khá sầm uất khi nó vừa giúp các mặt hàng thủy sản được vận chuyển lên bờ từ các tàu cá của ngư dân vừa giúp người dân có thể đi ra ngoài các hòn, các xã đảo như: Hòn Heo, Hòn Nghệ,...

## Du lịch

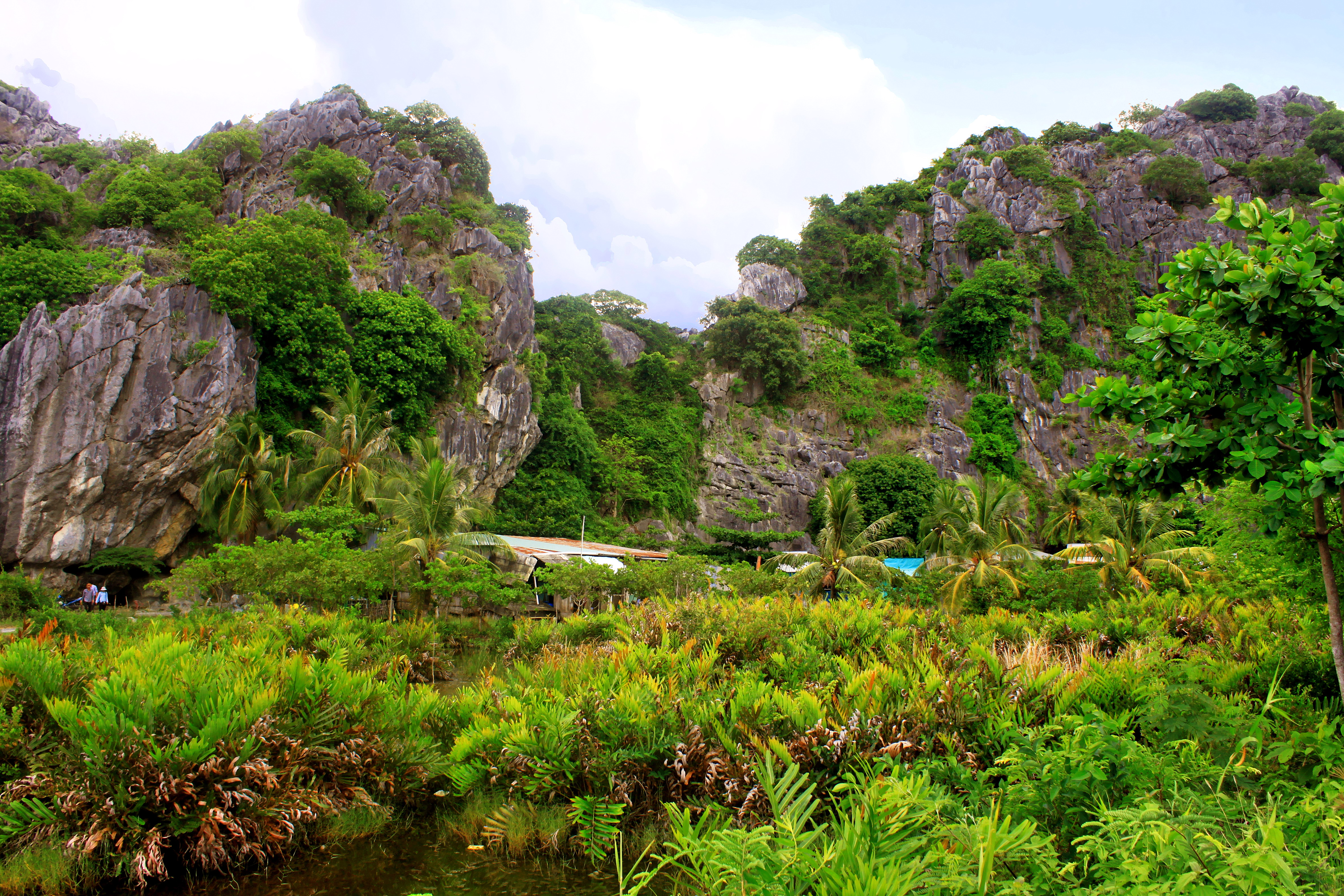
Núi Mo So là một di tích lịch sử và là một thắng cảnh ở Kiên Lương

Kiên Lương có những cảnh đẹp như: Hòn Phụ Tử, Hòn Chông, núi Mo So,... và những công trình được xây dựng từ lâu đời như: Nhà thờ Hòn Chông, Chùa Hang,...